# UNGEGN Toponymic Guidelines
UNGEGN Toponymic Guidelines (Toponymische Richtlinien der UNGEGN, Volltitel: Toponymic guidelines for map and other editors, for international use, Toponymische Richtlinien für Herausgeber von Kartenwerken und anderen Veröffentlichungen für den internationalen Gebrauch) sind von der Sachverständigengruppe der Vereinten Nationen für geographische Namen (United Nations Group of Experts on Geographical Names, kurz UNGEGN) initiierte und koordinierte standardisierte namenkundliche Länderinformationen. Sie dienen dem Zweck, namenkundlich (toponomastisch) relevante Informationen zu einem bestimmten Staat zusammenzustellen, vor allem aus dem Blickwinkel der Namenstandardisierung.

## Entstehung
Auf der dritten Konferenz der Expertengruppe der Vereinten Nationen für geographische Namen zur Standardisierung geographischer Namen (UNGEGN), die im August/September 1977 in Athen stattfand, wurde das Thema Zusammenstellung und Verbreitung toponomastischer Information ausführlich diskutiert. Auf Grund der unterschiedlichen Herangehensweise der einzelnen Staaten an dieses Thema, regte Josef Breu, auf ebendieser Konferenz zum Vorsitzenden der UNGEGN gewählt, eine Zusammenstellung mehr oder weniger standardisierter toponymischer Richtlinien an. Er arbeitete am Beispiel Österreichs ein Modell dafür aus und präsentierte dieses unter dem Titel „Toponymic Guidelines for International Cartography / Austria“ als Arbeitspapier Nr. 5 auf der 8. Sitzung der UNGEGN, die im Februar/März 1979 in New York stattfand.

## UN-Resolutionen im Zusammenhang mit UNGEGN Toponymic Guidelines
Das Echo auf Breus Vorstoß war sehr positiv. In den folgenden Jahren wurden mehrere UN-Resolutionen verabschiedet, die die Erstellung von Toponymic Guidelines unterstützten. So wird etwa in der auf der 4. VN-Konferenz zur Standardisierung geographischer Namen in Genf im August/September 1982 beschlossenen Resolution Nr. 4 eine Art Raster betreffend den Inhalt der Toponymic Guidelines präsentiert. Darin wird auch auf die von Breu ausgearbeiteten österreichischen Guidelines als Vorbild verwiesen und die Einsetzung eines Koordinators für diese Richtlinien angeregt.
Auf der 5. VN-Konferenz zur Standardisierung geographischer Namen in Montreal, im August 1987, wurden ebenfalls zwei die Toponymic Guidelines betreffenden Resolutionen verabschiedet: Resolution Nr. 11 empfiehlt, dass auf amtlichen Kartenwerken zwischen Toponymen und anderen Textelementen typografisch deutlich unterschieden werden soll. Diese typografische Unterscheidung soll in den jeweiligen Toponymic Guidelines erläutert werden.
Die Resolution Nr. 14 derselben Konferenz empfiehlt, dass die einzelnen Staaten dazu angeregt werden sollen, Toponymic Guidelines zu publizieren und zu aktualisieren. Das VN-Sekretariat soll bei der Veröffentlichung und Verbreitung von Guidelines Unterstützung leisten.
Der Titel der Toponymic Guidelines wurde zweimal leicht abgeändert. Während Breu seine österreichischen Modell-Guidelines als Toponymic Guidelines for International Cartography veröffentlicht, verwendet die oben erwähnte Resolution Nr. 4 aus dem Jahre 1982 bereits den Titel Toponymic guidelines for map and other editors. 1986 wurde auf der Zwölften Sitzung der UNGEGN beschlossen, den Zusatz for international use anzubringen.

## Inhalt
In oben erwähnter Resolution Nr. 4, die auf der 4. VN-Konferenz zur Standardisierung Geographischer Namen (1982) verabschiedet wurde, findet sich auch eine Liste jener Punkte angeführt, die die Toponymic Guidelines enthalten sollen, nämlich u. a.:
- In mehrsprachigen Ländern: Verbreitungsgebiete von Sprachen, rechtlicher Status geographischer Namen in den jeweiligen Sprachen;
- Alphabete der jeweiligen in einem Land gesprochenen Sprache(n), sowie – bei nicht-lateinschriftigen Sprachen – die jeweiligen amtlichen Transkriptionsschlüssel;
- Ausspracheregeln und -hilfen für geographische Namen;
- Informationen über relevante linguistische Substrata, sofern diese dem Kartographen von Nutzen sind;
- Verhältnis zwischen Dialekten und Standardsprache(n);
- Dialektale Besonderheiten und dialektale Gliederung;
- Namenbehörden und ihre Aktivitäten;
- Toponymisch elevante Quellen;
- Glossar zum besseren Verständnis von Karten;
- in der amtlichen Kartographie verwendete Abkürzungen;
- Verwaltungsgliederung.

## Liste der Staaten, die bereits Toponymic Guidelines veröffentlicht haben
Bislang haben 41 Staaten Toponymic Guidelines (oder zumindest Entwürfe zu solchen) erarbeitet (Stand: März 2017; nicht mehr existente Staaten sind mit einem Sternchen gekennzeichnet; Namensformen nach der Liste der Staatennamen des Ständigen Ausschusses für geographische Namen, kurz StAGN):
| Staat                     | Jahr der Veröffentlichung bzw. der letzten Aktualisierung |
| ------------------------- | --------------------------------------------------------- |
| Algerien                  | 2000                                                      |
| Australien                | 2002                                                      |
| Belgien                   | 2009                                                      |
| China                     | 1992                                                      |
| Dänemark                  | 2017                                                      |
| Deutschland               | 2017                                                      |
| *Deutschland (DDR)        | 1981                                                      |
| Estland                   | 2012                                                      |
| Finnland                  | 2017                                                      |
| Frankreich                | 1989                                                      |
| Griechenland              | 2000                                                      |
| Island                    | 1982                                                      |
| Iran, Islamische Republik | 2000                                                      |
| Irland                    | 1994                                                      |
| Italien                   | 2004                                                      |
| Japan                     | 2007                                                      |
| Kanada                    | 2000                                                      |
| Korea, Republik           | 2015                                                      |
| Kroatien                  | 2007                                                      |
| Madagaskar                | 2017                                                      |
| Malaysien                 | 2017                                                      |
| Niederlande               | 2017                                                      |
| Norwegen                  | 2007                                                      |
| Österreich                | 2012                                                      |
| Polen                     | 2011                                                      |
| Rumänien                  | 1994                                                      |
| Schweden                  | 2007                                                      |
| Schweiz                   | 1982                                                      |
| Slowakei                  | 2010                                                      |
| Slowenien                 | 1995                                                      |
| Spanien                   | 1982                                                      |
| Südafrika                 | 2012                                                      |
| Suriname                  | 1985                                                      |
| Thailand                  | 2002                                                      |
| Tschechische Republik     | 2007                                                      |
| *Tschechoslowakei         | 1987                                                      |
| Türkei                    | 1982                                                      |
| *UdSSR                    | 1987                                                      |
| Ukraine                   | 2011                                                      |
| Ungarn                    | 2017                                                      |
| Vereinigte Staaten        | 1989                                                      |
| Vereinigtes Königreich    | 2017                                                      |
| Zypern                    | 2002                                                      |

Daneben haben manche Staaten toponymische Richtlinien für den nationalen Gebrauch erarbeitet und präsentiert, so z. B. 2007 Chile.